# Jo Han-chul
Jo Han-chul (hangul: 조한철; Seúl, 13 de junio de 1973) es un veterano y popular actor surcoreano de cine y televisión.

## Biografía
Estudió en la Universidad Cheongju, así como en la Universidad Nacional de Artes de Corea.

## Carrera
En 2013 se unió a la agencia Namoo Actors, de la que formó parte hasta 2018.
En 2014 se unió al elenco de la serie Healer, en la cual interpretó al detective Yoon Dong-won, un miembro de la unidad de delitos informáticos, quien intenta descubrir la verdadera identidad de "Healer" (Ji Chang-wook).
En 2015 se unió al elenco recurrente de la serie The Producers, donde dio vida al secretario Kim, un empleado de la agencia "Byun Entertainment". Ese mismo año apareció como invitado en el quinto episodio de la serie Oh My Ghostess, donde interpretó a un doctor y el amigo de Kang Seon-woo (Jo Jung-suk).
En 2016 se unió al elenco recurrente de la serie My Lawyer, Mr. Jo, donde dio vida a Kim Tae-jung, un miembro de la firma de abogados "Geum San".
En febrero de 2017 se unió al elenco recurrente de la serie Tomorrow With You, donde interpretó a Shoon Doo-sik, el padre de Song Ma-rin (Shin Min-a) y un viajero del tiempo.
En 2018 se unió al elenco recurrente de la serie 100 Days My Prince, donde dio vida al Rey, el padre de Lee Yul (D.O.). Ese mismo año interpretó a un fiscal en la película Along with the Gods: The Last 49 Days. Han-chul reemplazó al actor Oh Dal-su después de que el éste tuviera que abandonar la producción por acusaciones de acoso sexual. Aún en 2018 se unió al elenco recurrente de la serie Feel Good to Die, donde interpretó a Yoon Dong-chan.
En 2019 se unió al elenco recurrente de la serie Romance is a Bonus Book, donde da vida a Bong Ji-hong, un miembro veterano del equipo de edición.
En 2020 apareció como invitado en la segunda temporada de la serie Kingdom, de Netflix, en el papel del tío del príncipe heredero Lee Chang (Ju Ji-hoon). En marzo del mismo año se unió al elenco recurrente de la serie Nobody Knows, donde interpretó a Yoon Hee-sub, hasta el final de la serie en abril del mismo año.

## Filmografía

### Series de televisión
| Año  | Título                                     | Personaje                    | Notas                             | Ref.                 |
| ---- | ------------------------------------------ | ---------------------------- | --------------------------------- | -------------------- |
| 2009 | IRIS                                       | Capitán Jung                 |                                   |                      |
| 2010 | Read My Lips                               | Pastor Jo                    |                                   |                      |
| 2012 | The Great Seer                             | Moo Yeong                    | 35 episodios                      |                      |
| 2013 | She is Wow!                                | Hyun Sang-beom               |                                   |                      |
| 2013 | The Scandal                                | Shin Kang-ho                 |                                   |                      |
| 2013 | The Cravings: Choolchoolhan Yeoja          | Jefe del Departamento        | 6 episodios                       |                      |
| 2014 | High School King of Savvy                  | Kim Chang-soo                |                                   |                      |
| 2014 | Prominent Woman                            | Empleado del café            |                                   |                      |
| 2014 | Flirty Boy and Girl                        | Trabajador                   |                                   |                      |
| 2014 | Healer                                     | Det. Yoon Dong-won           | 15 episodios                      |                      |
| 2015 | Queen's Flower                             | Kim Do-shin                  |                                   |                      |
| 2015 | The Producers                              | Secretario Kim               | 12 episodios                      |                      |
| 2015 | My Beautiful Bride                         | Park Tae-kyu                 |                                   |                      |
| 2015 | Oh My Ghostess                             | Psiquiatra                   | Episodio n.º 5                    |                      |
| 2015 | The Village: Achiara's Secret              | Detective Choi               |                                   |                      |
| 2016 | The Cravings: Choolchoolhan Yeoja Sijeun 2 | Jefe del Departamento        | Aparición especial, 2 episodios   |                      |
| 2016 | My Lawyer, Mr. Jo                          | Kim Tae-jung                 |                                   | [ 3 ]                |
| 2017 | Tomorrow With You                          | Shoon Doo-sik / "Mister"     | 16 episodios                      |                      |
| 2017 | Criminal Minds                             | Jang Ki-tae                  | 2 episodios                       |                      |
| 2018 | Mother                                     | Chang Geun                   |                                   |                      |
| 2018 | 100 Days My Prince                         | Rey Lee                      | 8 episodios                       |                      |
| 2018 | Top Management                             | Presidente Baek              |                                   |                      |
| 2018 | Feel Good to Die                           | Yoon Dong-chan               |                                   | [ 9 ]                |
| 2019 | Romance is a Bonus Book                    | Bong Ji-hong                 | 16 episodios                      |                      |
| 2019 | Kill It                                    | Ko Hyun-woo                  |                                   |                      |
| 2019 | Perfume                                    | Kim Tae-joon                 |                                   |                      |
| 2020 | Kingdom 2                                  | Tío de Lee Chang             | Aparición especial, 1 episodio    |                      |
| 2020 | Memorist                                   | Min Jae-gyu                  | Aparición especial, 6 episodios   |                      |
| 2020 | Nobody Knows                               | Yoon Hee-sub                 |                                   |                      |
| 2020 | Kkondae Intern                             | Hombre de la tienda de ramen | Aparición especial, 2 episodios   |                      |
| 2020 | I've Returned After One Marriage           | Jo Won-chul                  | Aparición especial, 14 episodios  |                      |
| 2021 | Hello, Me!                                 | Gerente de la Tienda         | Aparición especial, 2 episodios   |                      |
| 2021 | Vincenzo                                   | Han Seung-hyuk               | 20 episodios                      | [ 10 ] [ 11 ] [ 12 ] |
| 2021 | Hometown Cha Cha Cha                       | Oh Choon-jae                 | 16 episodios                      | [ 13 ]               |
| 2021 | Jirisan                                    | Park Il-hae                  |                                   | [ 14 ]               |
| 2022 | Love All Play                              | Lee Tae-sang                 |                                   |                      |
| 2022 | The Youngest Son of a Chaebol Family       | Jin Dong-ki                  |                                   | [ 15 ]               |
| 2022 | The Law Cafe                               | Lee Pyun-woong               |                                   | [ 16 ]               |
| 2022 | Un héroe débil                             | Oh Jin-won, padre de Si-eun  | Serie web, 8 episodios            | [ 17 ]               |
| 2023 | Stealer: The Treasure Keeper               | Jang Tae-in                  | 12 episodios                      | [ 18 ] [ 19 ] [ 20 ] |
| 2023 | The Matchmakers                            | Rey de Joseon                | 16 episodios                      | [ 21 ] [ 22 ]        |
| 2023 | El monstruo de la vieja Seúl               | Yoon Joong-won               | Serie web                         | [ 23 ]               |
| 2024 | The Auditors                               | Pyeon In-ho                  | Aparición especial, episodios 5-6 | [ 24 ]               |
| 2024 | Amor en la puerta de al lado               | Bae Geun-shik                | 16 episodios                      | [ 25 ] [ 26 ]        |
| 2024 | La reina Woo                               | Woo Do                       | Serie web                         | [ 27 ]               |
| 2024 | El Sr. Plancton                            |                              | Serie web                         | [ 28 ]               |
| 2025 | Kick Kick Kick Kick                        | Padre de Ga Joo-ha           | Aparición especial                | [ 29 ] [ 30 ]        |
| 2025 | Primavera de juventud                      | Jo Sang-heon                 |                                   | [ 31 ]               |
| 2025 | Sin piedad para nadie                      | Choi Seong-cheol             | Serie web                         | [ 32 ] [ 33 ]        |

### Cine
| Año  | Título                                | Papel                            | Notas                                                                                           | Ref.          |
| ---- | ------------------------------------- | -------------------------------- | ----------------------------------------------------------------------------------------------- | ------------- |
| 2000 | Peppermint Candy                      | Operativo                        | Junto a Sol Kyung-gu, Moon So-ri, Kim Yeo-jin y Go Seo-hee                                      |               |
| 2005 | Tale of Cinema                        | Hermano de Sang-won              | Junto a Kim Sang-kyung, Lee Ki-woo, Uhm Ji-won y Son Sook                                       |               |
| 2006 | The Sundays of August                 | Tae Jin                          | Junto a Oh Jung-se, Yang Eun-yong, Im Hyun-kook y Jung Woo-hyuk                                 |               |
| 2007 | Off Road                              | Sang Hoon                        | Junto a Baek Soo-jang, Baek Hak-ki y Han Chul-woo                                               |               |
| 2010 | Finding Mr. Destiny                   | Yeon Chul                        | Junto a Im Soo-jung, Gong Yoo, Chun Ho-jin, Ryu Seung-soo y Jeon Soo-kyung                      |               |
| 2011 | The Last Blossom                      | Director del Hospital Jungchul   | Junto a Bae Jong-ok, Kim Kap-soo, Seo Young-hee, Ryu Deok-hwan y Esom                           |               |
| 2012 | Romance Joe                           | Director Lee                     | junto a Kim Young-pil, Shin Dong-mi, Lee Chae-eun, Lee David y Kim Dong-hyeon                   | [ 34 ]        |
| 2012 | Deranged                              | Investigador                     | Junto a Kim Myung-min, Moon Jeon-hee, Kim Dong-wan, Lee Ha-nui y Eom Ji-seong                   |               |
| 2012 | Horror Stories                        | Doctor del ejército              | Junto a Kim Ji-young, Kim Ye-won y Park Jae-woong                                               |               |
| 2013 | 48m                                   | -                                | Junto a Park Hyo-joo, Ju Min-ha, Lee Jin-hee y Ahn Se-ho                                        |               |
| 2013 | Hide and Seek                         | Jung Nam                         | Junto a Son Hyun-joo, Moon Jeong-hee, Jeon Mi-seon, Kim Ji-young, Kim Su-an y Kim Won-hae       |               |
| 2013 | Red Family                            | Usurero                          | Junto a Kim Yoo-mi, Jung Woo, Son Byong-ho y Oh Jae-moo                                         |               |
| 2013 | The Five                              | Sung Il                          | Junto a Kim Sun-a, On Joo-wan, Ma Dong-seok, Shin Jung-geun, Jung In-gi y Lee Chung-ah          |               |
| 2014 | Sook Hee                              | Profesor Yun                     | Junto a Chae Min-seo, Yang Eun-yong, Hong Seo-joon y Kim Jae-rok                                |               |
| 2015 | The Treacherous                       | Park Won-jong                    | Junto a Ju Ji-hoon, Kim Kang-woo, Chun Ho-jin, Lim Ji-yeon y Lee Yoo-young                      |               |
| 2016 | The Wailing                           | Detective                        | Junto a Kwak Do-won, Hwang Jung-min, Chun Woo-hee, Jun Kunimura y Kim Hwan-hee                  |               |
| 2016 | Luck-Key                              | Il Sung                          | Junto a Yoo Hae-jin, Lee Joon, Jo Yoon-hee, Lim Ji-yeon y Go Joon                               |               |
| 2016 | Papa Zombie                           | Gong Han-cheol                   | Junto a Lee Sang-hoon, Shin Shin-beom y Joel Lee                                                |               |
| 2017 | The Mayor                             | Asambleísta Kang                 | Junto a Choi Min-sik, Kwak Do-won, Shim Eun-kyung, Moon So-ri, Ra Mi-ran y Ryu Hye-young        |               |
| 2017 | Heart Blackened                       | Jeong Seung-gil                  | Junto a Choi Min-sik, Park Shin-hye, Ryu Jun-yeol, Lee Soo-kyung, Park Hae-joon y Lee Ha-nui    |               |
| 2018 | The Pension                           | -                                | Junto a Shin So-yul, Jo Jae-yoon, Park Hyo-joo, Hwang Sun-hee y Lee Yi-kyung                    |               |
| 2018 | Default                               | Lee Dae-hwan                     | junto a Kim Hye-soo, Yoo Ah-in, Heo Joon-ho, Vincent Cassel, Jo Woo-jin, Park Jin-joo y Dong Ha |               |
| 2018 | Along with the Gods: The Last 49 Days | Fiscal                           | junto a Ha Jung-woo, Ju Ji-hoon, Kim Hyang-gi, Ma Dong-seok, Kim Dong-wook y Do Kyung-soo       |               |
| 2018 | Juror 8                               | Choi Yeong-jae                   | Junto a Moon So-ri, Park Hyung-sik, Baek Soo-jang, Yoon Gyung-ho y Seo Jeong-yeon               |               |
| 2019 | Romang                                | Jo Jin-soo                       | junto a Jung Young-sook, Lee Soon-jae, Bae Hae-sun, Lee Ye-won y Yeo Moo-yeong                  | [ 35 ]        |
| 2019 | Cheer Up, Mr. Lee                     | Deok Goo                         | Junto a Cha Seung-won, Uhm Chae-young, Kim Hye-ok, Ahn Kil-kang y Jeon Hye-bin                  |               |
| 2019 | Black Money                           | Kim Nam-gyu                      | junto a Cho Jin-woong, Lee Ha-nui, Lee Geung-young y Choi Deok-moon                             |               |
| 2020 | Three Sisters                         | Dong-Wook                        | Junto a Moon So-ri, Kim Sun-young y Jang Yoon-ju                                                |               |
| 2020 | An Honest Candidate                   | -                                | Junto a Ra Mi-ran, Kim Mu-yeol, Na Moon-hee, On Joo-wan y Jang Dong-joo                         |               |
| 2021 | New Year Blues                        | CEO Yoon                         | Junto a Kim Kang-woo, Yoo In-na y Yoo Yeon-seok.                                                |               |
| 2021 | Sweet & Sour                          | Paciente de hospital             | Junto a Jang Ki-yong, Chae Soo-bin y Krystal Jung.                                              |               |
| 2021 | The Cursed: Dead Man's Prey           | Park Yong-Ho                     | Junto a Uhm Ji-won, Jung Ji-so y Oh Yoon-ah.                                                    |               |
| 2021 | Heaven: To the Land of Happiness      |                                  | Junto a Choi Min-sik, Park Hae-il y Susanna Noh.                                                |               |
| 2023 | The Moon                              | Ministro de Ciencia y Tecnología | Junto a Sol Kyung-gu, Do Kyung-soo y Kim Hee-ae.                                                | [ 36 ] [ 37 ] |
| 2024 | Me llamo Loh Kiwan                    | Yoon-seong                       | Junto a Song Joong-ki, Choi Sung-eun y Kim Sung-ryung                                           | [ 38 ] [ 39 ] |
| 2025 | The Old Woman with the Knife          | Bae Jong-seon                    |                                                                                                 | [ 40 ]        |

### Videos musicales
| Año  | Artista      | Canción      | Notas |
| ---- | ------------ | ------------ | ----- |
| 2004 | Im Hyung Joo | "Misty Moon" |       |

### Teatro
| Año       | Obra                         | Notas   |
| --------- | ---------------------------- | ------- |
| 2004      | Between Calmness and Passion |         |
| 2005      | Milkwood                     |         |
| 2006      | March! Waikiki Brothers      | Musical |
| 2007      | Hard Rock Cafe               | Musical |
| 2007      | West Side Story              | Musical |
| 2008-2009 | Hoya                         |         |